# Llista de les banderes d'Estònia
Aquesta és una llista que conté les diferents banderes que s'utilitzen o s'han utilitzat a la República d'Estònia.

## Bandera nacional
| Bandera           | Data                      | Ús               | Descripció                                                                    |
| ----------------- | ------------------------- | ---------------- | ----------------------------------------------------------------------------- |
| Bandera d'Estònia | 1918-1940 i 1990-avui dia | Bandera nacional | Tres franges horitzontals de colors blau, negre i blanc. Proporcions de 7:11. |

### Propostes
Dissenys proposats per a modificar l'actual bandera nacional.
| Bandera                       | Data | Ús                                        | Descripció                                                                          |
| ----------------------------- | ---- | ----------------------------------------- | ----------------------------------------------------------------------------------- |
| Bandera del ducat Bàltic Unit | 1918 | Proposat de creació del Ducat Bàltic Unit | Camp blanc amb una creu nòrdica en negre.                                           |
|                               | 1919 | Proposta                                  | Sobre el disseny actual, una creu nòrdica negra fimbriada de blanc i negre.         |
|                               | 2019 | Proposta                                  | Camp blau amb una creu blanca fimbriada de negre.                                   |
|                               | 2019 | Proposta                                  | Variació de la proposta anterior. Camp blanc amb una creu blava fimbriada de negre. |

### Històriques
| Bandera                                                                               | Data      | Ús                                                                                | Descripció |
| ------------------------------------------------------------------------------------- | --------- | --------------------------------------------------------------------------------- | --- |
| Bandera de l'RSS d'Estònia                                                            | 1953-1990 | República Socialista Soviètica d'Estònia                                          | Sobre un camp vermell, un estel buida de cinc puntes, una falç i un martell grocs al quarter, i al vol una banda d'ones de blau i blanc prop del marge inferior. |
| Bandera de l'RSS d'Estònia (1940–1953)                                                | 1940–1953 | República Socialista Soviètica d'Estònia                                          | Camp vermell carregat al quarter amb la falç i el martell sota les sigles ENSV per Eesti Nõukogude Sotsialistlik Vabariik en groc. |
| Bandera de la Comuna dels Treballadors d'Estònia                                      | 1918–1919 | Comuna dels Treballadors d'Estònia.                                               | Camp vermell amb el quarter groc que porta els noms Eesti Töörahva Kommuuna en estonià i Эстляндская трудовая коммуна" en rus. |
| Bandera del Ducat Bàltic Unit                                                         | 1918      | Ducat Bàltic Unit o Gran Ducat de Livònia.                                        | Camp blanc amb una creu nòrdica en negre. símbol utilitzat per l'Orde Teutònic. |
| Bandera de la República Soviètica de Soldats i Constructors de Fortaleses de Naissaar | 1917-1918 | República Soviètica de Soldats i Constructors de Fortaleses de Naissaar           | Bandera vista en una fotografia dels mariners russos del cuirassat Petropavlovsk de la Marina Imperial Russa a Hèlsinki durant l'estiu de 1917. La bandera mostra una llança i una dalla creuades l'una sobre l'altra, així com una calavera i dos ossos creuats per sobre i per sota de la llança i la dalla. La part superior conté el text "смерть буржуямъ" ("Mort als burgesos") |
|                                                                                       | 1858–1896 | Imperi Rus                                                                        | Tres franges horitzontals de colors negre, groc i blanc. |
|                                                                                       | 1721–1917 | Imperi Rus                                                                        | Tres franges horitzontals de colors blanc, blau i vermell. |
| Bandera de la Governació d'Estònia                                                    | 1721-1918 | Governació d'Estònia                                                              | Tres franges horitzontals de colors verd, morat i blanc. |
|                                                                                       | 1561–1721 | Ducat d'Estònia també conegut com a «Estònia sueca».                              | Bandera naval sueca. |
|                                                                                       | 1219–1645 | Ducat d'Estònia, sota domini del regne de Dinamarca.                              | Bandera del regne de Dinamarca. |
| Bandera del ducat d'Estònia                                                           | 1207-1561 | Terra Mariana també coneguda com a «Confederació livoniana» o «Livònia medieval». | Bandera de l'Orde Teutònic. |

## Comtats
| Bandera                          | Data          | Ús                   | Descripció |
| -------------------------------- | ------------- | -------------------- | --- |
| Bandera del comtat de Harju      | 1939-avui dia | Comtat de Harju      | Camp dividit horitzontalment en dues meitats, blanca la superior i verda la inferior, i l'escut del comtat al centre de la meitat blanca. |
| Bandera del comtat de Hiiu       | 1996-avui dia | Comtat de Hiiu       | Camp dividit horitzontalment en dues meitats, blanca la superior i verda la inferior, i l'escut del comtat al centre de la meitat blanca. |
| Bandera del comtat d'Ida-Viru    | 1997-avui dia | Comtat d'Ida-Viru    | Camp dividit horitzontalment en dues meitats, blanca la superior i verda la inferior, i l'escut del comtat al centre de la meitat blanca. |
| Bandera del comtat de Jõgeva     | 1996-avui dia | Comtat de Jõgeva     | Camp dividit horitzontalment en dues meitats, blanca la superior i verda la inferior, i l'escut del comtat al centre de la meitat blanca. |
| Bandera del comtat de Järva      | 1939-avui dia | Comtat de Järva      | Camp dividit horitzontalment en dues meitats, blanca la superior i verda la inferior, i l'escut del comtat al centre de la meitat blanca. |
| Bandera del comtat de Lääne      | 1939-avui dia | Comtat de Lääne      | Camp dividit horitzontalment en dues meitats, blanca la superior i verda la inferior, i l'escut del comtat al centre de la meitat blanca. |
| Bandera del comtat de Lääne-Viru | 1996-avui dia | Comtat de Lääne-Viru | Camp dividit horitzontalment en dues meitats, blanca la superior i verda la inferior, i l'escut del comtat al centre de la meitat blanca. |
| Bandera del comtat de Põlva      | 1996-avui dia | Comtat de Põlva      | Camp dividit horitzontalment en dues meitats, blanca la superior i verda la inferior, i l'escut del comtat al centre de la meitat blanca. |
| Bandera del comtat de Pärnu      | 1939-avui dia | Comtat de Pärnu      | Camp dividit horitzontalment en dues meitats, blanca la superior i verda la inferior, i l'escut del comtat al centre de la meitat blanca. |
| Bandera del comtat de Rapla      | 1996-avui dia | Comtat de Rapla      | Camp dividit horitzontalment en dues meitats, blanca la superior i verda la inferior, i l'escut del comtat al centre de la meitat blanca. |
| Bandera del comtat de Saare      | 1939-avui dia | Comtat de Saare      | Camp dividit horitzontalment en dues meitats, blanca la superior i verda la inferior, i l'escut del comtat al centre de la meitat blanca. |
| Bandera del comtat de Tartu      | 1939-avui dia | Comtat de Tartu      | Camp dividit horitzontalment en dues meitats, blanca la superior i verda la inferior, i l'escut del comtat al centre de la meitat blanca. |
| Bandera del comtat de Valga      | 1939-avui dia | Comtat de Valga      | Camp dividit horitzontalment en dues meitats, blanca la superior i verda la inferior, i l'escut del comtat al centre de la meitat blanca. |
| Bandera del comtat de Viljandi   | 1939-avui dia | Comtat de Viljandi   | Camp dividit horitzontalment en dues meitats, blanca la superior i verda la inferior, i l'escut del comtat al centre de la meitat blanca. |
| Bandera del comtat de Võru       | 1939-avui dia | Comtat de Võru       | Camp dividit horitzontalment en dues meitats, blanca la superior i verda la inferior, i l'escut del comtat al centre de la meitat blanca. |

### Històrics
| Bandera                       | Data      | Ús                      | Descripció |
| ----------------------------- | --------- | ----------------------- | --- |
| Bandera del comtat de Petseri | 1939-1940 | Antic comtat de Petseri | Camp dividit horitzontalment en dues meitats, blanca la superior i verda la inferior, i l'escut del comtat al centre de la meitat blanca. |

## Municipals
Relació de banderes de les capitals dels comtats estonians.
| Bandera               | Data | Ús                             | Descripció |
| --------------------- | ---- | ------------------------------ | --- |
| Bandera de Tallinn    |      | Tallinn (Comtat de Harju)      | Tres franges horitzontals blaves i blanques alternes. La relació de proporció és de 2:1 (també 3:1). |
|                       |      | Kärdla (Comtat de Hiiu)        | |
| Bandera de Jõhvi      |      | Jõhvi (Comtat d'Ida-Viru)      | Camp blanc amb dues franges horitzontals verdes al centre. Proporcions 1:2. |
| Bandera de Paide      |      | Paide (Comtat de Järva)        | Dividida en dues parts: la primera part (1/3 de la llargada) està dividida en tres franges horitzontals sent la del mig la meitat d'ample: verda, blanca i verda. La segona part (2/3) també dividida en tres franges horitzontals contracanviades de color. Proporcions 1:2.                              |
| Bandera de Jõgeva     |      | Jõgeva (Comtat de Jõgeva)      | Quatre franges horitzontals grogues i verdes alternes. |
| Bandera de Haapsalu   | 1930 | Haapsalu (Comtat de Lääne)     | Dividida en dues parts: la primera part (1/3 de la llargada) està dividida en tres franges horitzontals d'igual mida: blava, blanca i blava; la segona part (2/3) també dividida en tres franges horitzontals contracanviades de color. Proporcions 1:2.                                                   |
| Bandera de Rakvere    | 1994 | Rakvere (Comtat de Lääne-Viru) | Consta de dues franges blau cel de 3/7 d'amplada i una de groga d'1/7 d'amplada situada entre les blaves. |
| Bandera de Pärnu      | 1993 | Pärnu (Comtat de Pärnu)        | Camp blau amb una creu nòrdica blanca. Proporcions 1:2. |
| Bandera de Põlva      | 1995 | Põlva (Comtat de Põlva)        | Des de la part superior tres franges de la mateixa amplada de verd, blanc i blau marí fins al mig i després blau, blanc i verd fins a la part inferior. Com que dues franges blaves es troben al mig de la bandera, formen una franja més ampla, al centre de la qual hi ha l'escut de la ciutat de Põlva. |
|                       |      | Rapla (Comtat de Rapla)        | |
| Bandera de Kuressaare | 2010 | Kuressaare (Comtat de Saare)   | Camp blau amb dues franges estretes blanques a la part superior i inferior. Al centre l'escut d'armes de la ciutat. Proporció 1:2. |
| Bandera de Tartu      | 1992 | Tartu (Comtat de Tartu)        | Dividida horitzontalment en dues meitats, sent blanca la superior i vermella la inferior. Al centre carrega l'escut de la ciutat. Proporció 1:2. |
| Bandera de Valga      | 1997 | Valga (Comtat de Valga)        | Tres franges horitzontals verda, blanca i verda; sent la blanca la meitat d'amplada que les de color verd. Proporció 7:11. |
| Bandera de Viljandi   | 1992 | Viljandi (Comtat de Viljandi)  | Dividida horitzontalment en dues meitats, sent blau cel la superior i blanca la inferior. Proporció 1:2. |
| Bandera de Võru       | 1994 | Võru (Comtat de Võru)          | Tres franges horitzontals groga, verda i groga, sent la verda el doble d'ampla que les grogues. |

## Minories
| Bandera                       | Data          | Ús               | Descripció |
| ----------------------------- | ------------- | ---------------- | --- |
| Bandera dels alemanys bàltics | 1918–avui dia | Alemanys bàltics | Dividida horitzontalment en dues meitats, sent blau cel la superior i blanca la inferior.                                                                                               |
| Bandera Mulgi                 | 2013–avui dia | Mulgi            | Dividida verticalment en dues parts, negra la de l'esquerra i blau cel la dreta; separant-les un patró vermell sobre fons blanc. El disseny es va triar per votació entre cinc opcions. |
| Bandera dels Setos            | 2003          | Setos            | Camp blanc amb una creu nòrdica formada per un patró típic d'aquest poble. Fou escollida d'entre quatre dissenys durant el VII Congrés Setos a Obinitsa el 2003.                        |
| Bandera dels estonians suecs  | 1996–avui dia | Suecs estonians  | Dividida horitzontalment en tres franges, blau la superior, negra la del mig i groga la inferior. Seria la bandera d'Estònia canviant la franja blanca per una de groga.                |
| Bandera Vòtica                | 2002          | Vòtics           | Fou dissenyada pel poeta i artista Aleksandr Gurinov. Camp blanc calçat de blau cel i una creu vermella.                                                                                |
| Bandera Voros                 | 2013          | Võros            | Camp verd fosc carregat amb un antic emblema protector en blanc que simbolitza cadascuna de les vuit parròquies de l'antiga Võromaa.                                                    |

## Banderes personals
| Bandera                                   | Data                    | Ús                                              | Descripció                                                                     |
| ----------------------------------------- | ----------------------- | ----------------------------------------------- | ------------------------------------------------------------------------------ |
| Bandera del president d'Estònia           | 1927–1940 1911–avui dia | Bandera personal del President de la República. | Bandera nacional amb l'escut d'armes al centre.                                |
| Bandera del Ministre de Defensa d'Estònia |                         | Bandera personal del Ministre de Defensa.       | Bandera nacional amb l'escut d'armes menor lleugerament descentrat cap al pal. |

## Militars
| Bandera                                       | Data                    | Ús                                     | Descripció |
| --------------------------------------------- | ----------------------- | -------------------------------------- | --- |
| Estendard de les Forces de Defensa Estonianes | 2008-avui dia           | Estendard Forces de Defensa Estonianes | Bandera heràldica de l'escut d'armes d'Estònia. |
| Bandera de l'Exèrcit de Terra estonià         |                         | Exèrcit de Terra                       | Bandera heràldica de l'escut d'armes de l'Exèrcit de terra. |
| Ensenya naval d'Estònia                       | 1926–1940 1991-avui dia | Ensenya naval                          | Bandera nacional amb l'escut d'armes menor. |
| Bandera de proa d'Estònia                     | 1926–1940 1991-avui dia | Bandera de proa                        | Camp blanc amb un sautor negre i sobreposada una creu blava amb els braços fins les vores. Els braços de la creu són el doble d'ample que els del sautor. Proporció 7:11. |
| Bandera de la Força Aèria d'Estònia           |                         | Força Aèria                            | Camp blanc amb l'emblema de la Força Aèria, una àliga amb les ales desplegades que aguanta una espasa i l'escarapel·la aeronàutica.                                       |

## Banderes polítiques
| Bandera                                          | Data          | Ús                                   | Descripció                         |
| ------------------------------------------------ | ------------- | ------------------------------------ | ---------------------------------- |
| Bandera del Partit Reformista Estonià            | 1994-avui dia | Partit Reformista Estonià            | Bandera amb el logotip del partit. |
| Bandera del Partit Reformista Estonià            | 1991-avui dia | Partit del Centre Estonià            | Bandera amb el logotip del partit. |
| Bandera del Partit Isamaa                        | 2006-avui dia | Isamaa                               | Bandera amb el logotip del partit. |
| Bandera del Partit Popular Conservador d'Estònia | 2012-avui dia | Partit Popular Conservador d'Estònia | Bandera amb el logotip del partit. |
| Bandera del Partit Estònia 200                   | 2018-avui dia | Estònia 200                          | Bandera amb el logotip del partit. |